# Енсен, Гюде
Гюде Йенсен (нем. Gyde Jensen, род. 14 августа 1989, Рендсбург) — немецкий политический деятель (СвДП, нем. FDP) и депутат бундестага.

## Образование и профессиональная деятельность
Йенсен изучала англистику, политологию и международную политику в Кильском университете. Окончив университет, работала в Женеве и Вашингтоне консультантом по вопросам коммуникации в Фонде Фридриха Наумана, идейно близкого к Свободной демократической партии Германии (СвДП).

## Политическая деятельность
В мае 2016 года на собрании представителей СвДП от федеральной земли Шлезвиг-Гольштейн Йенсен заняла четвёртое место в списке на выборы в Бундестаг в 2017 году. Она опередила экс-депутата немецкого бундестага Себастиана Блюменталя 
. СвДП в федеральной земле Шлезвиг-Гольштейн выиграла с 12,6 % вторых голосов 3 мандата . Когда министр экономики федеральной земли Шлезвиг-Гольштейн Бернд Клаус отказался от своего мандата под вторым номером в списке, Енсен поднялась на одну позицию выше . Она является самой молодой женщиной-депутатом немецкого бундестага 19-го созыва . 31 января 2018 года она возглавила комитет бундестага по правам человека и гуманитарной помощи Наряду с этим, она является самым молодым председателем комитета в истории немецкого бундестага.
В 2019 году подписала «Открытое письмо против политических репрессий в России».

## Личная жизнь
Йенсен замужем за Деннисом Борнхёфтом — депутатом парламента федеральной земли Шлезвиг-Гольштейн от СвДП. В сентябре 2019 года у четы политиков родилась дочь.